# Nel giardino dell'amore/Ballerina ballerina
Nel giardino dell'amore/Ballerina ballerina è il 9° 45 giri di Patty Pravo, pubblicato nel 1969 dalla casa discografica ARC.

## Accoglienza
Il singolo ebbe un discreto successo, raggiunse la 12ª posizione nella hit parade italiana settimanale e risultò il 69° singolo più venduto dell'intero anno 1969.

## Descrizione
Segnò oltretutto la fine del periodo beat e l'inizio di quello melodico. Fu l'ultimo singolo pubblicato dalla RCA attraverso l'etichetta ARC.

## I brani

### Nel giardino dell'amore
Nel giardino dell'amore è una cover del brano Rain di José Feliciano, tradotto da Paolo Dossena.
L'arrangiamento è di Luciano Michelini, la sua orchestra e i "4+4" di Nora Orlandi.
Il brano fu presentato da Patty Pravo a Canzonissima 1969 nelle puntate dell'11 ottobre e e del 15 novembre, guadagnandosi l'accesso alla seconda fase della gara.
Il brano fu registrato anche in lingua spagnola col titolo Lluvia.
Il brano non fu incluso in nessun album.

### Ballerina ballerina
Ballerina ballerina è firmata da Franco Migliacci e dal produttore Giovanni Sanjust (nascosto dietro lo pseudonimo "Rompigli") per quanto riguarda il testo, e dallo stesso Sanjust in collaborazione con Ricky Gianco per la musica.
L'arrangiamento è di Ruggero Cini e la sua orchestra.
Patty Pravo presentò il brano un'unica volta a Canzonissima 1969, nella puntata del 29 novembre, dove fu eliminata.
Il brano fu registrato anche in lingua spagnola col titolo Bailarina Bailarina.
Il brano non fu incluso in nessun album.

## Tracce
Lato A
1. Nel giardino dell'amore - 3:12

Lato B
1. Ballerina ballerina - 3:01